# Oxyopes mediterraneus
Oxyopes mediterraneus là một loài nhện trong họ Oxyopidae.
Loài này thuộc chi Oxyopes. Oxyopes mediterraneus được Gershom Levy miêu tả năm 1999.